# Château de Châtillon-sur-Lison
Pour les articles homonymes, voir Château de Châtillon.
Le château de Châtillon-sur-Lison est un château protégé des monuments historiques, situé sur la commune de Cussey-sur-Lison, dans le département français du Doubs.

## Localisation
Le château est situé au sommet d'une butte-témoin qui domine majestueusement les vallées de la Loue et du Lison qui confluent 900 m au nord de sa position. La colline est entourée d'une forêt dense mais le château reste bien visible à son sommet depuis le bourg de Lizine ou la route de Cussey-sur-Lison.

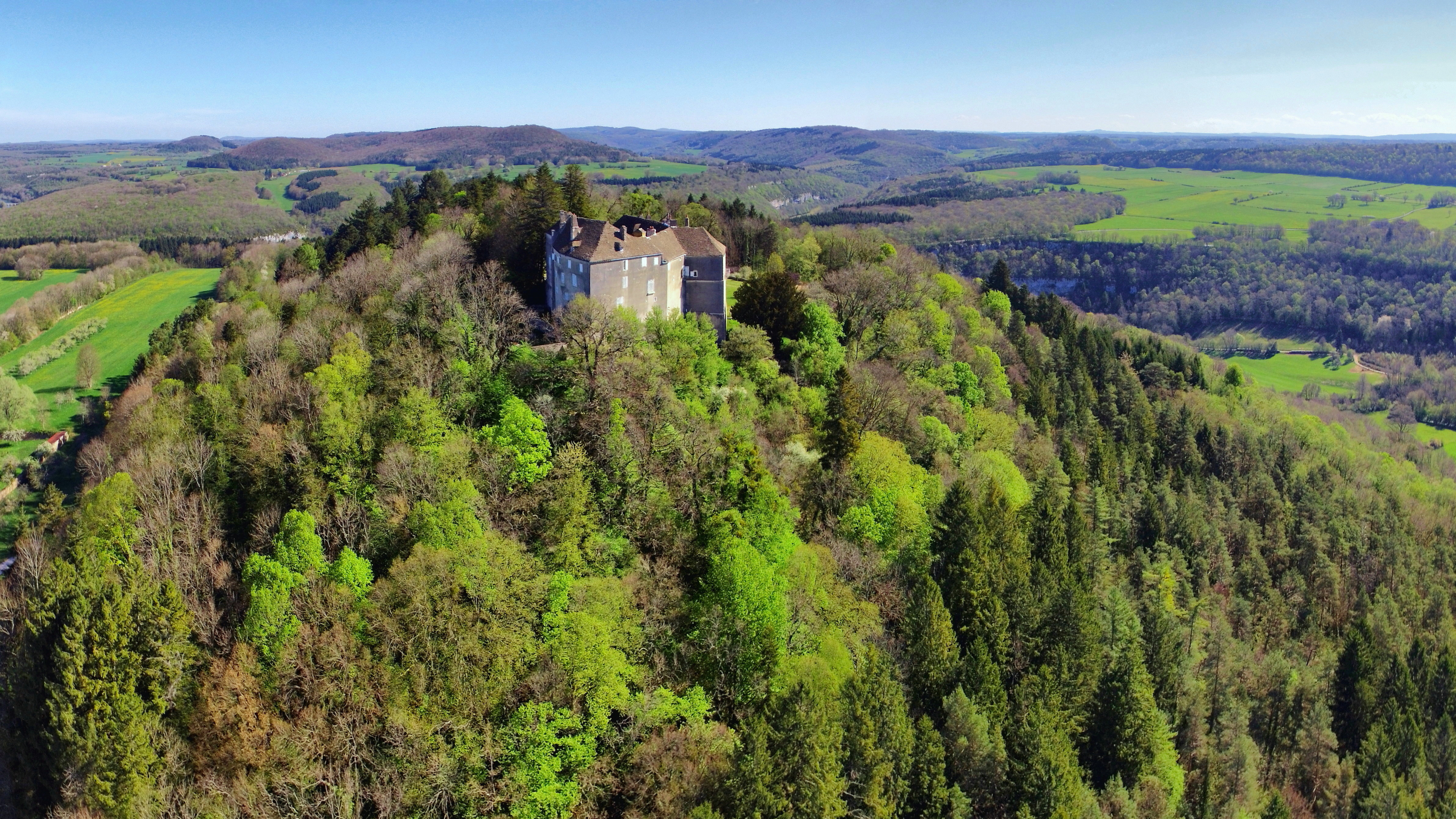
Le château au-dessus de la confluence Loue-Lison.
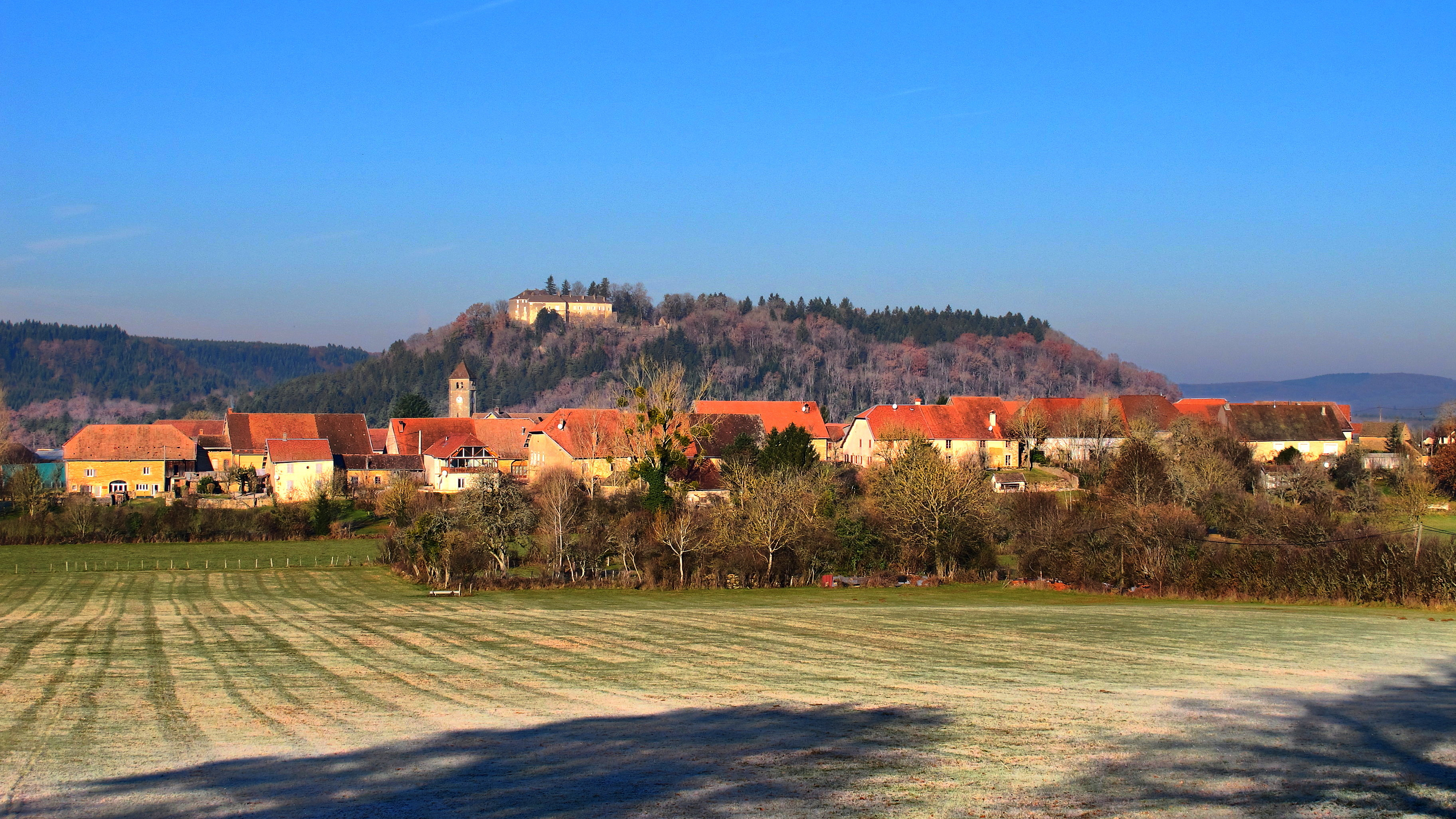
Le château en arrière-plan du bourg de Lizine.

## Histoire
La présence du château est attesté dès le XIIe siècle mais l'emplacement actuel date du XIIIe siècle. Les terres alentour et le château donnèrent à cette époque le nom à une lignée familiale aujourd'hui disparue, la Maison de Châtillon. Le château passa, au XVe siècle, aux mains de la famille de Montagu, par Ottonin de Montagu.
Le château subit des campagnes d'améliorations / restaurations aux XVIe et XVIIIe siècles.
Le logis est en arc de cercle avec une tour en saillie au centre et une aile en retour à l'ouest. La cour est à deux niveaux avec une cour des communs au nord du logis.
Le logis et certaines des dépendances font l'objet d'une inscription au titre des monuments historiques depuis le 4 décembre 2002.

## Décors
Plusieurs pièces conservent des cheminées et des décors de lambris. Trois pièces au décor Louis XVI sont particulièrement remarquables.